# Боржо, Реми
Реми Боржо (фр. Rémi Borgeot ) — французский биатлонист, двукратный серебряный призёр чемпионатов мира среди юниоров. Выступает за спортивный клуб «Межев».

## Карьера
Дебютировал в Кубке Европы в сезоне 2006/2007 на этапе в австрийском Обертиллиахе, где в спринте среди юниоров финишировал 64-м. Наивысшими достижениями в Кубке Европы среди юниоров являются два вторых места, занятые в сезоне 2007/2008 на этапе в итальянском Чезано-Сан-Сикарио в спринте и на этапе во французском Вальромео в преследовании.
С сезона 2008/2009 выступает среди взрослых. Лучшими результатами, показанными в Кубке IBU, являются два четвёртых места в сезоне 2013/2014 в спринте на этапе в итальянской Валь-Риданне и в преследовании на этапе в немецком Рупольдинге.
Чемпион Франции в эстафете 2012 года, бронзовый призёр чемпионата Франции того же года в масс-старте.

### Юниорские достижения
| Год  | Место проведения | Инд | Спр | Пр | Эст |
| 2007 | ЧМ Валь-Мартелло | 23  | 47  | 32 | 13  |
| 2008 | ЧМ Рупольдинг    | 6   | 2   | 6  | 5   |
| 2009 | ЧМ Кэнмор        | 54  | 33  | 27 | 5   |
| 2010 | ЧМ Турсбю        | —   | 8   | 11 | 2   |
| 2010 | ЧЕ Отепя         | 3   | 17  | 7  | 1   |

### Взрослые достижения
| Год  | Место проведения | Инд | Спр | Пр | Эст |
| 2011 | ЧЕ Валь-Риданна  | 44  | 40  | 23 | 6   |
| 2013 | ЧЕ Банско        | 12  | 21  | 18 | —   |
| 2014 | ЧЕ Нове-Место    | 11  | 17  | 34 | 8   |